# Chipre en el Festival de la Canción de Eurovisión 2021
Chipre participó en el LXV Festival de la Canción de Eurovisión, celebrado en Róterdam, Países Bajos del 18 al 22 de mayo de 2021, tras la victoria de Duncan Laurence con la canción «Arcade». La Corporación Chipriota de Radiodifusión (CyBC) mantuvo la selección interna como su método de selección, sin embargo el anterior representante de Chipre para el cancelado festival de 2020 Sandro no fue seleccionado para representar a la isla en 2021. Chipre seleccionó al cantante Elena Tsagrinou con la canción «El Diablo».
Tras su presentación, Chipre se convirtió en una de las favoritas dentro de las casas de apuestas, ocupando un lugar en el Top 10. En el festival, tras clasificarse en 6.ª posición de la semifinal 1 con 170 puntos, Chipre finalizó en 16.ª posición con una sumatoria de 94 puntos: 50 del jurado profesional y 44 del televoto.

## Historia de Chipre en el Festival
Chipre debutó en el festival de 1981, participando desde entonces en 37 ocasiones. El mejor resultado de Chipre es el 2.° lugar obtenido por Eleni Foureira con la canción «Fuego» en 2018. Previamente Chipre había alcanzado la 5.ª posición en 3 ocasiones: en 1982 con Anna Vissi y la canción «Mono i agapi», en 1997 con Hara & Andreas Constantinou con la canción folk «Mana mou» y la tercera ocasión en 2004 con Lisa Andreas y la balada «Stronger every minute». Aunque es un país regular dentro de la gran final, Chipre solo se ha clasificado en 10 ocasiones dentro de los 10 mejores del concurso. Chipre también es reconocido dentro de las votaciones por sus constante intercambio de puntos con Grecia.
El representante para la edición cancelada de 2020 era el cantante greco-alemán Sandro con la canción «Running». En 2019, la cantante seleccionada internamente Tamta terminó en 13.ª posición con 109 puntos en la gran final, con el tema «Replay».

## Representante para Eurovisión

### Elección interna
Chipre confirmó su participación en el Festival de la Canción de Eurovisión 2021 en junio de 2020. Chipre confirmó la elección interna como su método de selección, sin embargo la CyBC confirmó que Sandro no sería el participante por Chipre en el concurso. El proceso de selección interna de Chipre inició en verano de 2020, siendo la cantante griega Elena Tsagrinou anunciada en noviembre de 2020 como la primera representante confirmado en el concurso con el tema «El diablo». La canción fue presentada a través de la web de Panik Records el 24 de febrero de 2021 y siendo lanzada en todas las plataformas digitales el día 28.

## En Eurovisión
De acuerdo a las reglas del festival, todos los concursantes inician desde las semifinales, a excepción del anfitrión (en este caso, Países Bajos) y el Big Five compuesto por Alemania, España, Francia, Italia y Reino Unido. La producción del festival decidió respetar el sorteo ya realizado para la edición cancelada de 2020 por lo que se determinó que el país, tendría que participar en la primera semifinal. En este mismo sorteo, se determinó que participaría en la segunda mitad de la semifinal (posiciones 8-16). Semanas después, ya conocidos los artistas y sus respectivas canciones participantes, la producción del programa dio a conocer el orden de actuación, determinando que Chipre participara en la octava posición, precedida por Irlanda y seguida de Noruega.
Los comentarios para Chipre corrieron por parte de Louis Patsalides, tanto para televisión como para radio. El portavoz de la votación del jurado profesional chipriota fue Loukas Hamatsos.

### Semifinal 1
Elena Tsagrinou tomó parte de los primeros ensayos el 9 y 12 de mayo, así como de los ensayos generales con vestuario de la primera semifinal el 17 y 18 de mayo. El ensayo general de la tarde del 17 fue tomado en cuenta por los jurados profesionales para emitir sus votos, que representan el 50 % de los puntos. Chipre se presentó en la posición 8, detrás de Noruega y por delante de Irlanda. La actuación chipriota fue dirigida por Marvin Dietmann y mantuvo la estética del nombre de la canción, siendo Elena Tsagrinou acompañada de 4 bailarinas con trajes rojos y maquillaje del mismo color mientras Elena usó un vestido corto de diamantes.En el escenario, detrás de Elena y las bailarinas se encontraba un espejo que reflejaba la coreografía y los gráficos del piso LED de la canción y que al subir durante el último estribillo de la canción, revelaba una estructura de la frase "EL DIABLO" incendiada en fuego. La iluminación del escenario se mantuvo en colores rojos y blancos.
Al final del show, Chipre fue anunciada como uno de los 10 países finalistas, la sexta de forma consecutiva desde 2015, convirtiendo a la isla en el país con más presencias en la gran final de los últimos 6 años. Los resultados revelados una vez terminado el festival, posicionaron a Chipre en 6.ª posición con 170 puntos, clasificándose en 7.° lugar del televoto con 78 puntos, y en 5.° lugar del jurado profesional con 92 puntos.

### Final
Durante la rueda de prensa de los ganadores de la primera semifinal, se realizó el sorteo en el que se decidió en que mitad participaría cada finalista. Chipre fue sorteada para participar en la primera mitad de la final (posiciones 1-13). El orden de actuación revelado durante la madrugada del viernes 21 de mayo, en el que se decidió que Ucrania debía actuar en la posición 1 por detrás de Albania.
Durante la votación final, Chipre se colocó en 16.ª posición del jurado profesional con 50 puntos, incluyendo la máxima puntuación del jurado de Grecia. Posteriormente, se reveló su puntuación en la votación del televoto: la 15.ª posición con 44 puntos, que le dieron la sumatoria final de 94 puntos, que la ubicaron en el 16.° lugar.

### Votación

#### Puntuación otorgada a Chipre

##### Semifinal 1
| Jurado               | Jurado                                               | Jurado              | Jurado    | Jurado                                                         |
| 12 puntos            | 10 puntos                                            | 8 puntos            | 7 puntos  | 6 puntos                                                       |
| -------------------- | ---------------------------------------------------- | ------------------- | --------- | -------------------------------------------------------------- |
| - Eslovenia          | - Australia - Croacia - Israel                       | - Malta - Rusia     |           |                                                                |
| 5 puntos             | 4 puntos                                             | 3 puntos            | 2 puntos  | 1 punto                                                        |
| - Alemania - Noruega | - Irlanda - Lituania - Macedonia del Norte - Suecia  | - Italia - Rumania  | - Ucrania |                                                                |
| Televoto             |                                                      |                     |           |                                                                |
| 12 puntos            | 10 puntos                                            | 8 puntos            | 7 puntos  | 6 puntos                                                       |
| - Malta              |                                                      |                     |           | - Australia - Croacia - Irlanda - Israel - Macedonia del Norte |
| 5 puntos             | 4 puntos                                             | 3 puntos            | 2 puntos  | 1 punto                                                        |
| - Rusia              | - Azerbaiyán - Lituania - Rumania - Suecia - Ucrania | - Bélgica - Noruega | - Italia  | - Alemania - Eslovenia - Países Bajos                          |

##### Final
| Jurado           | Jurado              | Jurado       | Jurado                                  | Jurado                |
| 12 puntos        | 10 puntos           | 8 puntos     | 7 puntos                                | 6 puntos              |
| ---------------- | ------------------- | ------------ | --------------------------------------- | --------------------- |
| - Grecia         |                     |              | - Albania - Alemania                    | - España              |
| 5 puntos         | 4 puntos            | 3 puntos     | 2 puntos                                | 1 punto               |
|                  | - Australia - Malta | - Israel     | - Francia - Macedonia del Norte - Rusia | - Moldavia            |
| Televoto         |                     |              |                                         |                       |
| 12 puntos        | 10 puntos           | 8 puntos     | 7 puntos                                | 6 puntos              |
| - Grecia - Rusia |                     | - San Marino |                                         | - Macedonia del Norte |
| 5 puntos         | 4 puntos            | 3 puntos     | 2 puntos                                | 1 punto               |
|                  |                     |              | - Albania - Malta - Serbia              |                       |

#### Puntuación otorgada por Chipre
| Puntos    | Jurado    | Televoto   |
| --------- | --------- | ---------- |
| 12 puntos | Malta     | Lituania   |
| 10 puntos | Rumania   | Israel     |
| 8 puntos  | Rusia     | Malta      |
| 7 puntos  | Suecia    | Rusia      |
| 6 puntos  | Eslovenia | Ucrania    |
| 5 puntos  | Croacia   | Rumania    |
| 4 puntos  | Bélgica   | Azerbaiyán |
| 3 puntos  | Lituania  | Suecia     |
| 2 puntos  | Irlanda   | Croacia    |
| 1 punto   | Israel    | Noruega    |

| Puntos    | Jurado    | Televoto  |
| --------- | --------- | --------- |
| 12 puntos | Grecia    | Grecia    |
| 10 puntos | Malta     | Italia    |
| 8 puntos  | Italia    | Francia   |
| 7 puntos  | Francia   | Bulgaria  |
| 6 puntos  | Rusia     | Ucrania   |
| 5 puntos  | Bulgaria  | Lituania  |
| 4 puntos  | Bélgica   | Finlandia |
| 3 puntos  | Finlandia | Rusia     |
| 2 puntos  | Suiza     | Israel    |
| 1 punto   | Portugal  | Malta     |

##### Desglose
El jurado chipriota estuvo compuesto por:
- Andreas
- Marilena Charalambidou
- Christiana Mitella
- Alexandros Taramountas
- Tasos Tryfonos

| Semifinal 1 | Semifinal 1         | Semifinal 1                | Semifinal 1                | Semifinal 1                | Semifinal 1                | Semifinal 1                | Semifinal 1                | Semifinal 1                | Semifinal 1                | Semifinal 1                |
| N.º         | País                | Jurado                     | Jurado                     | Jurado                     | Jurado                     | Jurado                     | Jurado                     | Jurado                     | Televoto                   | Televoto                   |
| N.º         | País                | Jurado A                   | Jurado B                   | Jurado C                   | Jurado D                   | Jurado E                   | Ranking                    | Puntos                     | Ranking                    | Puntos                     |
| ----------- | ------------------- | -------------------------- | -------------------------- | -------------------------- | -------------------------- | -------------------------- | -------------------------- | -------------------------- | -------------------------- | -------------------------- |
| 01          | Lituania            | 4                          | 12                         | 12                         | 6                          | 12                         | 8                          | 3                          | 1                          | 12                         |
| 02          | Eslovenia           | 7                          | 6                          | 6                          | 8                          | 4                          | 5                          | 6                          | 13                         |                            |
| 03          | Rusia               | 2                          | 5                          | 4                          | 5                          | 5                          | 3                          | 8                          | 4                          | 7                          |
| 04          | Suecia              | 5                          | 13                         | 2                          | 10                         | 2                          | 4                          | 7                          | 8                          | 3                          |
| 05          | Australia           | 14                         | 14                         | 10                         | 13                         | 8                          | 14                         |                            | 14                         |                            |
| 06          | Macedonia del Norte | 13                         | 15                         | 11                         | 15                         | 14                         | 15                         |                            | 15                         |                            |
| 07          | Irlanda             | 3                          | 9                          | 15                         | 14                         | 9                          | 9                          | 2                          | 12                         |                            |
| 08          | Chipre              | -------------------------- | -------------------------- | -------------------------- | -------------------------- | -------------------------- | -------------------------- | -------------------------- | -------------------------- | -------------------------- |
| 09          | Noruega             | 15                         | 11                         | 9                          | 4                          | 10                         | 12                         |                            | 10                         | 1                          |
| 10          | Croacia             | 8                          | 4                          | 7                          | 9                          | 6                          | 6                          | 5                          | 9                          | 2                          |
| 11          | Bélgica             | 10                         | 1                          | 13                         | 7                          | 15                         | 7                          | 4                          | 11                         |                            |
| 12          | Israel              | 9                          | 8                          | 5                          | 12                         | 11                         | 10                         | 1                          | 2                          | 10                         |
| 13          | Rumania             | 6                          | 3                          | 1                          | 1                          | 3                          | 2                          | 10                         | 6                          | 5                          |
| 14          | Azerbaiyán          | 12                         | 7                          | 8                          | 11                         | 7                          | 13                         |                            | 7                          | 4                          |
| 15          | Ucrania             | 11                         | 10                         | 14                         | 3                          | 13                         | 11                         |                            | 5                          | 6                          |
| 16          | Malta               | 1                          | 2                          | 3                          | 2                          | 1                          | 1                          | 12                         | 3                          | 8                          |

| Final | Final        | Final                      | Final                      | Final                      | Final                      | Final                      | Final                      | Final                      | Final                      | Final                      |
| N.º   | País         | Jurado                     | Jurado                     | Jurado                     | Jurado                     | Jurado                     | Jurado                     | Jurado                     | Televoto                   | Televoto                   |
| N.º   | País         | Jurado A                   | Jurado B                   | Jurado C                   | Jurado D                   | Jurado E                   | Ranking                    | Puntos                     | Ranking                    | Puntos                     |
| ----- | ------------ | -------------------------- | -------------------------- | -------------------------- | -------------------------- | -------------------------- | -------------------------- | -------------------------- | -------------------------- | -------------------------- |
| 01    | Chipre       | -------------------------- | -------------------------- | -------------------------- | -------------------------- | -------------------------- | -------------------------- | -------------------------- | -------------------------- | -------------------------- |
| 02    | Albania      | 19                         | 20                         | 17                         | 17                         | 17                         | 20                         |                            | 21                         |                            |
| 03    | Israel       | 9                          | 12                         | 13                         | 16                         | 11                         | 17                         |                            | 9                          | 2                          |
| 04    | Bélgica      | 11                         | 1                          | 14                         | 15                         | 18                         | 7                          | 4                          | 20                         |                            |
| 05    | Rusia        | 5                          | 5                          | 6                          | 7                          | 6                          | 5                          | 6                          | 8                          | 3                          |
| 06    | Malta        | 2                          | 3                          | 4                          | 3                          | 3                          | 2                          | 10                         | 10                         | 1                          |
| 07    | Portugal     | 7                          | 13                         | 3                          | 19                         | 24                         | 10                         | 1                          | 17                         |                            |
| 08    | Serbia       | 25                         | 21                         | 23                         | 21                         | 13                         | 22                         |                            | 12                         |                            |
| 09    | Reino Unido  | 20                         | 19                         | 20                         | 24                         | 21                         | 23                         |                            | 24                         |                            |
| 10    | Grecia       | 1                          | 2                          | 1                          | 1                          | 1                          | 1                          | 12                         | 1                          | 12                         |
| 11    | Suiza        | 15                         | 14                         | 2                          | 12                         | 15                         | 9                          | 2                          | 11                         |                            |
| 12    | Islandia     | 10                         | 6                          | 18                         | 11                         | 19                         | 15                         |                            | 15                         |                            |
| 13    | España       | 21                         | 24                         | 12                         | 23                         | 20                         | 21                         |                            | 22                         |                            |
| 14    | Moldavia     | 12                         | 11                         | 10                         | 10                         | 14                         | 16                         |                            | 25                         |                            |
| 15    | Alemania     | 24                         | 25                         | 21                         | 25                         | 22                         | 25                         |                            | 18                         |                            |
| 16    | Finlandia    | 22                         | 9                          | 24                         | 8                          | 2                          | 8                          | 3                          | 7                          | 4                          |
| 17    | Bulgaria     | 14                         | 8                          | 9                          | 2                          | 23                         | 6                          | 5                          | 4                          | 7                          |
| 18    | Lituania     | 6                          | 16                         | 15                         | 20                         | 7                          | 13                         |                            | 6                          | 5                          |
| 19    | Ucrania      | 18                         | 22                         | 25                         | 4                          | 10                         | 14                         |                            | 5                          | 6                          |
| 20    | Francia      | 3                          | 7                          | 8                          | 6                          | 5                          | 4                          | 7                          | 3                          | 8                          |
| 21    | Azerbaiyán   | 17                         | 17                         | 19                         | 14                         | 16                         | 19                         |                            | 14                         |                            |
| 22    | Noruega      | 16                         | 18                         | 16                         | 18                         | 8                          | 18                         |                            | 16                         |                            |
| 23    | Países Bajos | 23                         | 23                         | 22                         | 22                         | 25                         | 24                         |                            | 23                         |                            |
| 24    | Italia       | 4                          | 4                          | 5                          | 5                          | 4                          | 3                          | 8                          | 2                          | 10                         |
| 25    | Suecia       | 8                          | 15                         | 7                          | 13                         | 12                         | 11                         |                            | 13                         |                            |
| 26    | San Marino   | 13                         | 10                         | 11                         | 9                          | 9                          | 12                         |                            | 19                         |                            |